# مقاطعة تريجير (مونتانا)
مقاطعة تريجير (بالإنجليزية: Treasure County)‏ هي إحدى مقاطعات ولاية مونتانا في الولايات المتحدة الأمريكية.